# Prison de La Modelo
Ne doit pas être confondu avec Prison Model de Barcelone.
La Prison et Pénitencier de Moyenne Sécurité de Bogotá - "La Modelo" est un centre pénitentiaire situé dans la localité de Puente Aranda, à Bogotá, Colombie. La prison est divisée en deux sections (ailes sud et nord), et celles-ci à leur tour en dix cours (1A, 1B, 2A, 2B, Nuevo Milenio et Haute Sécurité dans l’aile nord, et 3, 3A, 4 et 5 dans l’aile sud). Elle a une capacité de 2907 détenus, mais depuis la fin du XXe, elle souffre de surpopulation chronique, dépassant certaines années les 50 %. Comme les autres centres pénitentiaires civils de Colombie, son contrôle est assuré par l’INPEC.

## Histoire
La construction de la prison a débuté à la fin de 1957 par le gouvernement de Gustavo Rojas Pinilla sur l’ancien terrain de la hacienda El Triunfo, après que Gustavo Rojas Pinilla eut observé le récent projet pénitentiaire du pays voisin Équateur, avec sa prison récemment inaugurée en 1958, la Pénitencier du Littoral, alors la prison la plus moderne. Sa motivation et ses attentes pour le projet carcéral ont alors augmenté. Tout comme en Équateur, Gustavo Rojas Pinilla partageait l’idée que la prison devait être construite dans un but de réhabilitation, autrement dit, non pas centrée sur la punition des détenus, mais sur leur réinsertion, leur éducation ou rééducation, avec des activités sportives et autres, ainsi que dans le but d’augmenter la capacité carcérale de la ville et d’instaurer autant que possible l’ordre, en stoppant au plus vite les crimes et la délinquance, compte tenu du nombre élevé de détenus, de crimes et d’infractions commis après les événements de El Bogotazo et de La Violencia. La prison a été inaugurée le 1er janvier 1960 et était considérée à l’époque comme l’une des plus modernes ; elle fut inaugurée sous le nom de Prison Jorge Eliécer Gaitán (en hommage à l’homme politique assassiné Jorge Eliécer Gaitán, dont l’assassinat fut à l’origine d’El Bogotazo) et avait une capacité initiale de 720 détenus répartis en cinq pavillons.
En conséquence du conflit armé en Colombie, le nombre de détenus dans la prison a considérablement augmenté dans les années 1980, 1990 et 2000, provoquant une forte surpopulation. Durant cette période, s’ajoutant à la détérioration critique des installations et à l’absence totale d’actions de la part des autorités, une arrivée massive de prisonniers issus de groupes paramilitaires d’extrême droite ou de guérillas d’extrême gauche a eu lieu. Ceux-ci ont pris le contrôle de la prison, entraînant de multiples mutineries et homicides à l’intérieur, les plus violents étant les affrontements de 2000 et 2001, qui ont fait des centaines de morts et de disparus,,.

### Les batailles d’avril 2000
À la mi‑février 2000, les visites à La Modelo furent suspendues. En mars, un pacte de paix fut signé, puis rompu lorsque, en avril suivant, le corps démembré du chef paramilitaire Carlos Alberto León, détenu dans le patio deux, fut retrouvé.
Alors que le Cuerpo Técnico de Investigación (CTI) procédait aux vérifications et à l’extraction du corps, le mercredi 26 avril 2000, une confrontation armée entre des paramilitaires des Autodefensas Unidas de Colombia (AUC) et des criminels ordinaires implantés dans les patios 3, 4 et 5 de la prison La Modelo fit un total de 32 morts, 17 blessés et 17 disparus. La bataille dura environ 12 heures, entre le jeudi après‑midi et le vendredi matin, marquant la journée la plus sanglante jamais survenue dans une prison colombienne. Lors de cet incident, des armes, explosifs, cartouches, équipements de communication et insignes des AUC furent saisis, entre autres éléments.
La bataille débuta à 14 h 40, lorsque des membres des groupes d’autodéfense des patios 3 et 5 apprirent la mort par balle de Yema Ospina Flórez, un parent d’un des membres de « Los Priscos », un gang criminel de l’époque de Pablo Escobar, leader du Cartel de Medellín disparu en 1993. Ospina avait été infiltré par les paramilitaires dans le patio 4 afin d’identifier les chefs de ce secteur. La majorité des détenus de ce patio étaient accusés de délits sociaux (enlèvements, viols, vols, entre autres).
Environ 800 hommes sous le commandement de Jhon Jairo Velásquez, alias « Popeye », ancien lieutenant de Pablo Escobar, furent mobilisés. Quand ses hommes découvrirent les intentions d’Ospina, ils l’exécutèrent. Cet événement déclencha l’opération dirigée par le chef paramilitaire du patio 5, connu sous le nom de Cadavid. Profitant de l’inaction des gardiens pénitentiaires et utilisant des grenades pour enfoncer murs et barreaux, les paramilitaires pénétrèrent dans le patio 4. Arborant des brassards noirs et les initiales AUC, ils exigèrent la reddition des protégés de Popeye. Seuls 42 se rendirent ; ceux qui refusèrent furent abattus.
La Police Nationale de Colombie, qui n’était pas intervenue dans la prison depuis 15 ans, décida de la reprendre à l’aube du samedi suivant. Un arsenal fut saisi, comprenant quatre kilos d’explosif de haute puissance et sept charges de dynamite. Cependant, quatre jours plus tard, des gardiens de l’Instituto Nacional Penitenciario y Carcelario (INPEC) pénétrèrent dans un patio de la prison et mirent la main sur une Ingram MAC‑10 (pistolet-mitrailleur) ainsi qu’un pistolet capable de tromper les rayons X, parmi d’autres armes. Des pistolets et des grenades à main furent également découverts, enveloppés dans des sacs plastiques, dissimulés dans les murs ou enterrés.
De plus, 17 détenus du patio 4 furent déclarés disparus. Selon le Comité de Solidarité avec les Prisonniers Politiques, des indices indiquaient que les prisonniers avaient utilisé des tunnels et des égouts pour dissimuler les corps des disparus. Toutefois, l’INPEC ainsi que le CTI et la police du ministère public nièrent l’existence de telles sépultures.
La majorité des victimes avaient été blessées par arme à feu, certaines à l’arme blanche. Leurs âges variaient de 23 à 43 ans.

### De nos jours
Après cette période critique, l’INPEC a repris en grande partie le contrôle de la prison, bien que les problèmes liés à la détérioration des infrastructures, aux défaillances sanitaires, à la corruption, à la violation des droits des détenus et à la surpopulation persistent jusqu’à aujourd’hui.
En 2016, les restes démembrés d'au moins 100 prisonniers et visiteurs ont été retrouvés dans les canalisations de la prison.
Le 21 mars 2020, une mutinerie déclenchée conjointement par des détenus de plusieurs prisons colombiennes pour protester contre le manque de mesures de prévention face à la pandémie de COVID-19 a dégénéré en tentative d’évasion à La Modelo, causant la mort de 23 détenus et blessant 92 personnes, dont 9 gardiens de l’INPEC.
Le 16 mai 2024, Elmer Fernandez, le directeur de la prison en poste depuis le 4 avril, a été abattu par un homme à moto alors qu’il rentrait chez lui après le travail à Bogota.

## Détenus notables
Parmi les détenus ayant séjourné à La Modelo, on compte :
- Alfonso Cano, commandant en chef des FARC-EP[17].

- Gustavo Petro, ancien guérillero du M-19 et président de la Colombie[18].

- Jhon Jairo Velásquez, alias ‘Popeye’, chef des sicaires du Cartel de Medellín et de Pablo Escobar[19].

- Manuel Cepeda, homme politique membre de l’Union Patriotique[20].

- Miguel Rodriguez Orejuela, chef du Cartel de Cali[21].

- Nepomuceno Matallana, tueur en série.

- René Higuita, gardien de but de l’Équipe de Colombie de football[22].

- Tulio Bayer, médecin et guérillero[23].